# 勇敢的水兵
《勇敢的水兵》（勇敢なる水兵）是一首創作於日本明治時期的舊日本海軍軍歌，由日本詩人佐佐木信綱作詞、作曲家奥好義譜曲。該曲是由甲午戰爭中日軍三等水兵三浦虎次郎的事蹟改編。當時，三浦虎次郎於日本防護巡洋艦松島號上服役。在黃海海戰中，三浦虎次郎身受重傷，在詢問副艦長向山慎吉少佐「定遠號爲什麼還沒有被擊沉」，得到「敵艦已經不能戰鬥了」的答覆後才死去。日本詩人佐佐木信綱在報紙上看到這一事蹟後，受到感動，於是譜寫了《勇敢的水兵》歌詞。

## 外部連結
- YouTube上的《勇敢なる水兵》 （页面存档备份，存于）